# Expoobident
Expoobident — студійний альбом американського джазового трубача Лі Моргана, що вийшов 1961 року на лейблі Vee-Jay.

## Опис
Записаний на початку кар'єри трубача Лі Моргана, цей альбом вийшов на лейблі Vee-Jay Records у 1961 році. Тут Морган грає у квінтеті з Артом Блейкі на ударних, Едді Хіггінсом на фортепіано, Артом Девісом на контрабасі і Кліффордом Джорданом на тенор-саксофоні.
Альбом вирізняється тим, що тут є рідкісна можливість почути гру Едді Хіггінса у повному обсязі, пізнього Блейкі як сайдмена, а також недооціненого Кліффорда Джордана. Морган знаходиться у чудовій формі, грає і свінгує з почуттям, а його інтерпретації «Easy Living» і «Just in Time» є серед найкращих композиції сесії. Текст до платівки написав відомий журналіст Нет Гентофф.
Композиції «Expoobedient»/«Just In Time» вийшли на синглі (VJ 401) 1961 року.

## Список композицій
1. «Expoobident» (Едді Хіггінс) — 5:00
2. «Easy Living» (Ральф Рейнджер, Лео Робін) — 5:57
3. «Triple Track» (Лі Морган) — 5:01
4. «Fire» (Вейн Шортер) — 4:50
5. «Just In Time» (Бетті Комден, Адольф Грін, Джул Слайн) — 3:32
6. «The Hearing» (Кліффорд Джордан) — 3:39
7. «Lost and Found» (Кліффорд Джордан) — 3:32

## Учасники запису
- Лі Морган — труба
- Кліфф Джордан — тенор-саксофон
- Едді Хіггінс — фортепіано
- Арт Девіс — контрабас
- Арт Блейкі — ударні

Технічний персонал
- Сід Маккой — продюсер
- Нет Гентофф — текст